# Hans-Jörg Butt
Hans-Jörg Butt (sinh ngày 28 tháng 5 năm 1974 ở Oldenburg) là một thủ môn bóng đá đã giải nghệ.
Được biết tới với việc thực hiện những quả phạt đền (anh đã ghi 26 bàn ở Bundesliga), Butt đã từng thi đấu cho các câu lạc bộ ở Đức Hamburg SV, Bayer Leverkusen và Bayern München. Khi gia nhập München, anh đã 34 tuổi.
Trong suốt sự nghiệp, Butt đã từng ghi 3 bàn từ chấm luân lưu vào lưới Juventus, một lần với mỗi đội bóng. Trong màu áo đội tuyển quốc gia, anh đã tham dự hai kỳ World Cup và Euro 2000.

## Sự nghiệp câu lạc bộ
Butt khởi đầu sự nghiệp cùng VfB Oldenburg và cùng đội bóng thăng hạng hai. Anh chuyển sang Hamburg SV vào năm 1997 và, vào mùa giải 1998-99, anh ghi 7 bàn cho đội bóng - đều từ chấm phạt đền, có thêm 9 bàn thắng nữa cũng theo phong cách đó vào mùa giải tiếp theo.
Butt gia nhập Bayer Leverkusen theo dạng tự do vào năm 2001, trở thành vị trí không thể thay thế trong đội bóng (anh chỉ bỏ lỡ đúng một trận ở giải vô địch quốc gia trong 5 mùa giải ở đây, và ghi 7 bàn), và ra sân trong toàn bộ trận đấu mà đội bóng thua 2-1 trước Real Madrid ở chung kết Cúp C1 2002, ghi một bàn từ chấm phạt đền trong chiến thắng 3-1 trên sân nhà trước Juventus ở vòng loại thứ 2.
Trong một sự cố hi hữu ở mùa giải 2003-04, sau khi ghi bàn từ cú đá phạt đền trong trận gặp FC Schalke 04 vào ngày 17 tháng 4 năm 2004, Butt đang bận ăn mừng cùng đồng đội và khi anh trở lại cầu môn thì anh phát hiện ra quả bóng đã nằm trong lưới. Mike Hanke của Schalke đã sút bóng từ giữa sân sau khi giao bóng.
Sau khi mất chỗ đứng trong khung gỗ ở mùa giải 2006-07 vào tay René Adler, Butt quyết định kết thúc hợp đồng đáng nhẽ ra có thời hạn tới năm 2009. Anh quyết định phá vỡ hợp đồng để có thể rời đội bóng sau khi được ra sân ít hơn ở nửa sau của mùa giải. Vào tháng 7 năm 2007, anh ký hợp đồng 2 năm với S.L. Benfica. Butt có trận ra mắt cho đội bóng này ở chuyến du đấu tại giải Torneio de Guadiana được tổ chức gồm Benfica, Sporting Clube de Portugal và Real Betis. Ở giải này, anh đã cản được một cú đá phạt đền ở trận gặp Betis, giúp Benfica vô địch giải. Tuy nhiên, ở Benfica anh chỉ là dự bị cho thủ môn Quim, và chỉ được sử dụng trong những trận đấu cúp. Anh chỉ có một trận ra sân ở giải VĐQG, vào sân thay Quim phải nhận thẻ đỏ ở trận gặp C.S. Marítimo vào tháng 10 năm 2007. Trong trận này, anh cản phá cú đá phạt đền của Ariza Makukula ngay sau khi vào sân, và Benfica thắng trận 2-1.
Vào ngày 4 tháng 6 năm 2008, Butt ký hợp đồng 2 năm đương kim vô địch Đức Bayern München và được kì vọng để làm dự phòng cho người thay thế Oliver Kahn, thủ môn tài năng Michael Rensing. Anh có trận ra mắt ở vòng 16 đội UEFA Champions League gặp Sporting Clube de Portugal, đó là chiến thắng 7-1 trên sân nhà, vào ngày 10 tháng 3 năm 2009. Với việc Rensing bị đẩy lên ghế dự bị sau trận thua 5-1 trước VfL Wolfsburg, anh ra sân trong toàn bộ phần còn lại của mùa giải mặc dù cũng bị dính một chấn thương tay.
Sau sự khởi đầu không tốt ở mùa giải 2009-10 với việc Rensing trong khung thành, Butt lại được chọn là số một. Vào ngày 8 tháng 12 năm 2009, anh ghi bàn đầu tiên cho đội bóng, một cú đá penalty thành công vào lưới Juventus, gián tiếp góp công vào chiến thắng 4-1 của đội nhà. Với việc ghi bàn này, Butt đã ghi bàn vào lưới Juventus khi chơi cho cả ba đội bóng Đức.
Vào ngày 30 tháng 1 năm 2009, Butt bỏ lỡ cơ hội để ghi bàn đầu tiên của mình cho đội bóng ở giải vô địch quốc gia sau khi đá hỏng quả penalty trong trận gặp 1. FSV Mainz 05, nhưng nó vẫn không ảnh hưởng gì tới chiến thắng 3-0. Vào ngày 16 tháng 2, anh được ký hợp đồng tới năm 2011. Anh cũng ra sân trong trận chung kết cúp C1, nơi đội bóng của anh bỏ lỡ cơ hội đoạt cú ăn ba sau khi thua 2-0 trước Inter Milan.

## Thi đấu quốc tế
Butt là sự lựa chọn thứ ba trong khung thành đội tuyển bóng đá quốc gia Đức sau Oliver Kahn và Jens Lehmann ở cả Euro 2000 và World Cup 2002, không được ra sân trận nào ở cả hai giải đấu.
Anh đã có 3 lần ra sân trong màu áo đội tuyển Đức ở các trận giao hữu, với trận ra mắt gặp đội tuyển bóng đá quốc gia Liechtenstein vào ngày 7 tháng 6 năm 2000, trận đấu mà anh đã vào sân ở hiệp hai và Đức thắng 8-2.
Vào ngày 6 tháng 5 năm 2010, Butt, Manuel Neuer và Tim Wiese được triệu tập vào đội tuyển Đức chuẩn bị cho World Cup 2010, cầu thủ của Bayern được triệu tập để thay thế René Adler, người đã phải ngồi nhà vì một chấn thương.

## Danh hiệu

### Câu lạc bộ
- Oldenburg:
  - Regionalliga Nord: 1995–96
- Bayer Leverkusen:
  - UEFA Champions League: Về nhì 2001–02
  - DFB-Pokal: Về nhì 2001–02
- Bayern München
  - Bundesliga: 2009–10
  - DFB-Pokal: 2009–10
  - UEFA Champions League: Về nhì 2009–10

### Đội tuyển quốc gia
- FIFA World Cup: Về nhì 2002